# The Fable
The Fable (jap. ザ・ファブル Za faburu) – manga autorstwa Katsuhisy Minamiego, publikowana na łamach magazynu „Shūkan Young Magazine” wydawnictwa Kōdansha od listopada 2014 do listopada 2019. Sequel, zatytułowany The Fable: The Second Contact, ukazywał się w tym samym czasopiśmie od lipca 2021 do lipca 2023.
Premiera filmu aktorskiego na podstawie mangi miała miejsce w Japonii w czerwcu 2019, a kontynuacji – w czerwcu 2021. Adaptacja w formie serialu anime wyprodukowanego przez studio Tezuka Productions była emitowana od kwietnia do września 2024.
Do czerwca 2024 manga rozeszła się w nakładzie ponad 25 milionów egzemplarzy. W 2017 roku otrzymała również nagrodę Kōdansha Manga w kategorii ogólnej.

## Fabuła
Wyposażony w swoją ulubioną broń, antracytowy pistolet Nighthawk, „Fable” jest zawodowym zabójcą, którego obawia się całe japońskie podziemie, politycy, gangsterzy i osoby publiczne. Ten geniusz zabójstw może posłać każdy ze swoich celów sześć stóp pod ziemię w sześć sekund, jeśli tylko jego serce mu to podpowie. Pewnego dnia jego zleceniodawca nakazuje mu przerwać wszystkie działania i wieść życie zwykłego obywatela, ukrywając się w siedzibie klanu yakuzy w Osace, z zakazem zabijania lub atakowania kogokolwiek przez cały rok. Dla tej ludzkiej broni o nieprzewidywalnym temperamencie, otoczonej impulsywnymi zbrodniarzami, rozpoczyna się najtrudniejszy kontrakt.

## Bohaterowie
- Akira Sato (jap. 佐藤 明 Satō Akira)

Seiyū: Kazuyuki Okitsu 
- Yoko Sato (jap. 佐藤 洋子 Satō Yōko)

Seiyū: Miyuki Sawashiro 
- Szef (jap. ボス Bosu)

Seiyū: Tetsuo Komura 
- Misaki Shimizu (jap. 清水 岬 Shimizu Misaki)

Seiyū: Kana Hanazawa 
- Jackal Tomioka (jap. ジャッカル 富岡 Jakkaru Tomioka)

Seiyū: Jun Fukushima 
- Soichi Sunagawa (jap. 砂川 宗一 Sunagawa Sōichi)

Seiyū: Kōjirō Takahashi 
- Ryo Kuroshio (jap. 黒塩 遼 Kuroshio Ryō)

Seiyū: Ryōta Iwasaki 
- Katsuya Takahash (jap. 高橋 勝也 Takahashi Katsuya)

Seiyū: Yudai Mino 
- Matsu (jap. マツ)

Seiyū: Kiyomitsu Mizuuchi 
- Kenjiro Takoda (jap. 田高田 健二郎 Takōda Kenjirō)

Seiyū: Takeharu Onishi 
- Etsuji Kainuma (jap. 貝沼 悦司 Kainuma Etsuji)

Seiyū: Takumi Asahina 
- Mistrz (jap. マスター Masutā)

Seiyū: Kazuya Ichijō 
- Yuki Kawai (jap. 河合 ユウキ Kawai Yūki)

Seiyū: Yūki Kaji 
- Rei Utsubo (jap. 宇津帆 玲 Utsubo Rei)

Seiyū: Shinshū Fuji 
- Hinako Saba (jap. 佐羽 ヒナコ Saba Hinako)

Seiyū: Chika Anzai 
- Hiroshi Suzuki (jap. 鈴木 ヒロシ Suzuki Hiroshi)

Seiyū: Takehito Koyasu 
- Tsutomu Isaki (jap. 井崎 勤 Izaki Tsutomu)

Seiyū: Yoshihiro Kanemitsu 

## Manga
Seria ukazywała się w magazynie „Shūkan Young Magazine” od 1 listopada 2014 do 18 listopada 2019. Wydawnictwo Kōdansha zebrało jej rozdziały w 22 tankōbonach, wydawanych od 6 marca 2015 do 5 czerwca 2020.
Spin-off, również zatytułowany The Fable, ale zapisany w hiraganie (ざ・ふぁぶる) zamiast katakanie, był publikowany w serwisie internetowym Comic Days od 6 marca 2018 do 26 lutego 2019. Został zebrany w jednym tankōbonie, który opublikowano 5 czerwca 2020.
| Nr | Data wydania (język japoński) | ISBN (język japoński)  |
| -- | ----------------------------- | ---------------------- |
| 1  | 6 marca 2015                  | ISBN 978-4-06-382563-3 |
| 2  | 5 czerwca 2015                | ISBN 978-4-06-382613-5 |
| 3  | 4 września 2015               | ISBN 978-4-06-382666-1 |
| 4  | 4 grudnia 2015                | ISBN 978-4-06-382713-2 |
| 5  | 4 marca 2016                  | ISBN 978-4-06-382745-3 |
| 6  | 6 czerwca 2016                | ISBN 978-4-06-382796-5 |
| 7  | 6 września 2016               | ISBN 978-4-06-382847-4 |
| 8  | 6 grudnia 2016                | ISBN 978-4-06-382887-0 |
| 9  | 6 marca 2017                  | ISBN 978-4-06-382932-7 |
| 10 | 6 czerwca 2017                | ISBN 978-4-06-382975-4 |
| 11 | 6 września 2017               | ISBN 978-4-06-510154-4 |
| 12 | 6 grudnia 2017                | ISBN 978-4-06-510530-6 |
| 13 | 6 marca 2018                  | ISBN 978-4-06-511090-4 |
| 14 | 6 czerwca 2018                | ISBN 978-4-06-511622-7 |
| 15 | 6 września 2018               | ISBN 978-4-06-512822-0 |
| 16 | 6 grudnia 2018                | ISBN 978-4-06-513841-0 |
| 17 | 6 marca 2019                  | ISBN 978-4-06-515397-0 |
| 18 | 6 czerwca 2019                | ISBN 978-4-06-516126-5 |
| 19 | 6 września 2019               | ISBN 978-4-06-516938-4 |
| 20 | 6 grudnia 2019                | ISBN 978-4-06-517853-9 |
| 21 | 6 marca 2020                  | ISBN 978-4-06-518813-2 |
| 22 | 5 czerwca 2020                | ISBN 978-4-06-519984-8 |

Sequel, zatytułowany The Fable: The Second Contact (jap. ザ・ファブル The second contact), był wydawany w magazynie „Shūkan Young Magazine” od 19 lipca 2021 do 10 lipca 2023. Jego rozdziały zostały zebrane w 9 tankōbonach, które ukazywały się od 5 listopada 2021 do 6 listopada 2023.
| Nr | Data wydania (język japoński) | ISBN (język japoński)  |
| -- | ----------------------------- | ---------------------- |
| 1  | 5 listopada 2021              | ISBN 978-4-06-525838-5 |
| 2  | 4 lutego 2022                 | ISBN 978-4-06-526825-4 |
| 3  | 6 maja 2022                   | ISBN 978-4-06-527794-2 |
| 4  | 5 sierpnia 2022               | ISBN 978-4-06-528811-5 |
| 5  | 4 listopada 2022              | ISBN 978-4-06-529751-3 |
| 6  | 6 lutego 2023                 | ISBN 978-4-06-530708-3 |
| 7  | 8 maja 2023                   | ISBN 978-4-06-531689-4 |
| 8  | 4 sierpnia 2023               | ISBN 978-4-06-532657-2 |
| 9  | 6 listopada 2023              | ISBN 978-4-06-533625-0 |

## Film live action
Film live action w reżyserii Kana Eguchiego miał premierę w japońskich kinach 21 czerwca 2019.
Pierwotnie zapowiedziano, że premiera sequela, zatytułowanego The Fable: A Hitman Who Doesn’t Kill (jap. ザ・ファブル 殺さない殺し屋 Za faburu korosanai koroshiya), odbędzie się 5 lutego 2021, jednak na miesiąc przed planowaną datą premiery ogłoszono, że zostanie ona przełożona ze względu na pandemię COVID-19. Ostatecznie film trafił do kin 18 czerwca tego samego roku.

## Anime
Adaptacja w formie telewizyjnego serialu anime została zapowiedziana 10 lipca 2023. Seria została zanimowana przez studio Tezuka Productions i wyreżyserowana przez Ryōsuke Takahashiego. Scenariusz napisali Yūya Takashima i Mayumi Morita, projekty postaci przygotowali Kyuma Oshita, Saki Hasegawa i Junichi Hayama, a muzykę skomponował Shuichiro Fukuhiro. Serial był emitowany od 7 kwietnia do 29 września 2024 w stacji Nippon TV. Licencję na dystrybucję serii posiada serwis Disney+.

### Ścieżka dźwiękowa
| Seria          | Tytuł                                                            | Wykonawca    | Źródło   |
| Czołówka       | Czołówka                                                         | Czołówka     | Czołówka |
| -------------- | ---------------------------------------------------------------- | ------------ | -------- |
| 1              | „Professionalism feat. Hannya” (jap. Professionalism feat. 般若) | ALI          | [ 50 ]   |
| 2              | „Switch” (jap. スイッチ Suitchi)                                 | Umeda Cypher | [ 5 ]    |
| Napisy końcowe |                                                                  |              |          |
| 1              | „Odd Numbers”                                                    | Umeda Cypher | [ 50 ]   |
| 2              | „Beyond feat. Mari”                                              | ALI          | [ 5 ]    |

### Lista odcinków
| №  | Tytuł                                                                                 | Reżyseria                       | Scenariusz     | Premiera         |
| -- | ------------------------------------------------------------------------------------- | ------------------------------- | -------------- | ---------------- |
| 1  | Przeprowadzka O hikkoshi (お引っ越し)                                                 | Shintaro Matsui                 | Yūya Takashima | 7 kwietnia 2024  |
| 2  | Cudowny wieczór Subarashī yoru (素晴らしい夜)                                         | Hiromichi Matano                | Yūya Takashima | 14 kwietnia 2024 |
| 3  | Berek Onigokko (鬼ごっこ)                                                             | Daisuke Nakajima                | Yūya Takashima | 21 kwietnia 2024 |
| 4  | Rozmowa o życiu Inochi no hanashi...... (命の話......)                                | Noriyuki Nomata                 | Mayumi Morita  | 28 kwietnia 2024 |
| 5  | Słuchasz mnie?! Kīton no ka kora‼ (聞いとんのかコラ‼)                                 | Daisuke Nakajima                | Yūya Takashima | 5 maja 2024      |
| 6  | Więzienny zlot Dedokoro iwai (出所祝い)                                               | Takashi Kamei                   | Yūya Takashima | 12 maja 2024     |
| 7  | Realista Genjitsu shugi♡ (現実主義♡)                                                  | Rei Kurosawa                    | Yūya Takashima | 19 maja 2024     |
| 8  | Bo jestem... No wiesz! Datte datte, nanda mon♪ (だってだって、なんだもん♪)            | Shuma Kanikubo                  | Mayumi Morita  | 26 maja 2024     |
| 9  | Zabójca...? Moshi ka shite koroshiya..... (もしかして殺し屋.....)                     | Hiromichi Matano                | Mayumi Morita  | 2 czerwca 2024   |
| 10 | Upiór z balkonu Beranda no kaijin...... (ベランダの怪人......)                        | Shintaro Matsui                 | Yūya Takashima | 9 czerwca 2024   |
| 11 | Fatalny dzień Unmei no tsuitachi desu♪ (運命の一日です♪)                              | Ryuta Yamamoto                  | Yūya Takashima | 16 czerwca 2024  |
| 12 | Zawsze trafi się silniejszy Ue ni wa ue (上には上──。)                                | Tōru Yoshida                    | Yūya Takashima | 23 czerwca 2024  |
| 13 | Aniki... Aniki... (アニキ.....アニキ.....。)                                          | Ayaka Kobayashi                 | Mayumi Morita  | 30 czerwca 2024  |
| 14 | Kocham cię, Nii-san! Suki desu nii-san!! (好きです兄さん!!)                           | Takashi Kamei                   | Mayumi Morita  | 7 lipca 2024     |
| 15 | Nauka przetrwania Moshi ka shite sabaibaru.....。 (もしかしてサバイバル.....。)       | Shotaro Kamiyama                | Yūya Takashima | 14 lipca 2024    |
| 16 | Człowiek gór Gezan no otoko.....。 (下山の男.....。)                                  | Michinosuke Nakamura            | Yūya Takashima | 21 lipca 2024    |
| 17 | Rei Utsubo Utsubo rei....。 (ウツボレイ....。)                                        | Shintaro Matsui                 | Mayumi Morita  | 28 lipca 2024    |
| 18 | Czołem! Kanpai no pai......。 (カンパイのパイ......。)                                | Takashi Kamei                   | Mayumi Morita  | 4 sierpnia 2024  |
| 19 | Kłamstwo i fałsz Uso to uso.....。 (ウソと噓.....。)                                  | Takuo Suzuki                    | Yūya Takashima | 18 sierpnia 2024 |
| 20 | 24 godziny 24 jikan....。 (24時間....。)                                              | Shotaro Kamiyama                | Yūya Takashima | 25 sierpnia 2024 |
| 21 | ABC przestępcy Akutō-tachi no ABC (悪党たちのABC)                                     | Minoru Yoshida                  | Mayumi Morita  | 25 sierpnia 2024 |
| 22 | Wycieraczka Doa mae no otoko......。 (ドア前の男......。)                             | Shintaro Matsui, Fumio Maezono  | Mayumi Morita  | 8 września 2024  |
| 23 | Klakson Kurakushon (クラクション)                                                     | Takashi Kamei                   | Yūya Takashima | 15 września 2024 |
| 24 | Kołysanka pod gwiaździstym niebem Hoshizora no rarabai.....。 (星空のララバイ.....。) | Shuma Kanikubo                  | Yūya Takashima | 22 września 2024 |
| 25 | Wyobraźnia Sōzō suru otoko ♪ (想像する男♪)                                            | Daisuke Nakajima, Takashi Kamei | Yūya Takashima | 29 września 2024 |

## Odbiór
Do stycznia 2021 manga osiągnęła nakład ośmiu milionów egzemplarzy; do marca 2022 liczba ta wzrosła do 15 milionów, a w październiku 2022 przekroczyła 20 milionów. W czerwcu 2024 manga miała już ponad 25 milionów egzemplarzy w obiegu.
W 2017 roku The Fable zdobyło 41. nagrodę Kōdansha Manga w kategorii ogólnej. W poradniku Kono manga ga sugoi! (edycja 2020 roku) seria zajęła 14. miejsce na liście najlepszych mang dla męskich czytelników. Została również nominowana do nagrody za „Najlepszy Komiks” na 51. Międzynarodowym Festiwalu Komiksu w Angoulême, który odbył się w 2024 roku.